# Roman Jakóbczak
Roman Józef Jakóbczak, né le 26 février 1946 à Września (Pologne), est un footballeur international polonais reconverti entraîneur.

## Biographie

### Au sein des clubs polonais (1955-1976)
Roman Jakóbczak fait ses premiers pas dans le football au Zjednoczeni Września. En 1965, il s'en va jouer pour le Czarni Żagań avant d'être transféré au bout d'un an chez le Śląsk Wrocław. Après trois saisons en Basse-Silésie, il déménage pour le nord-ouest et rejoint Pogoń Szczecin. En deux ans et demi, Jakóbczak joue 36 matchs et marque 11 buts. Au printemps 1972, Roman Jakóbczak rejoint le Lech Poznań et joue régulièrement en équipe première. En 5 saisons, Roman Jakóbczak porte à 112 reprises le maillot du club.

### En équipe nationale (1974-1976)
Roman Jakóbczak joue à cinq reprises en équipe de Pologne entre 1974 et 1976. Il inscrit deux buts en tout et fait partie de la sélection qui termine troisième de la Coupe du monde 1974.

### En France (1976-1980)
Avant la fin de sa carrière, Roman Jakóbczak est recruté par le franco-polonais Gérard Wozniok à La Berrichonne de Châteauroux. Il rejoint notamment son compatriote Edward Biernacki. Jakóbczak y joue un an puis rejoint le Red Star, le FC Rouen et le Perpignan FC où il évolue un an à chaque fois.

### Retour à Poznań
De retour de son passage en France, Jakóbczak revient au Lech Poznań pour y terminer sa carrière en 1980. Il ne prend part qu'à des matchs à élimination directe dont le dernier le 10 septembre 1980 contre son ancien club du Pogoń Szczecin et une élimination 2-0 en Coupe de Pologne.
En 1992 et 1993, Roman Jakóbczak est entraîneur du Lech Poznań. Il remporte deux titres de Champion de Pologne et la Coupe la première année.

## Statistiques
| #  | Date            | Lieu     | Adversaire           | Score | Compétitions      | Temps joué | But         |
| -- | --------------- | -------- | -------------------- | ----- | ----------------- | ---------- | ----------- |
| 1. | 15 mai 1974     | Varsovie | Grèce                | 2-0   | Match amical      | 90 min     | But inscrit |
| 2. | 9 octobre 1974  | Varsovie | Finlande             | 3-0   | qualif. Euro 1976 | 53 min     |             |
| 3. | 31 octobre 1974 | Varsovie | Canada               | 2-0   | Match amical      | 45 min     | But inscrit |
| 4. | 26 mars 1975    | Poznań   | États-Unis           | 7-0   | Match amical      | 90 min     |             |
| 5. | 26 mai 1976     | Poznań   | République d'Irlande | 0-2   | Match amical      | 46 min     |             |